# Samuel Marsden

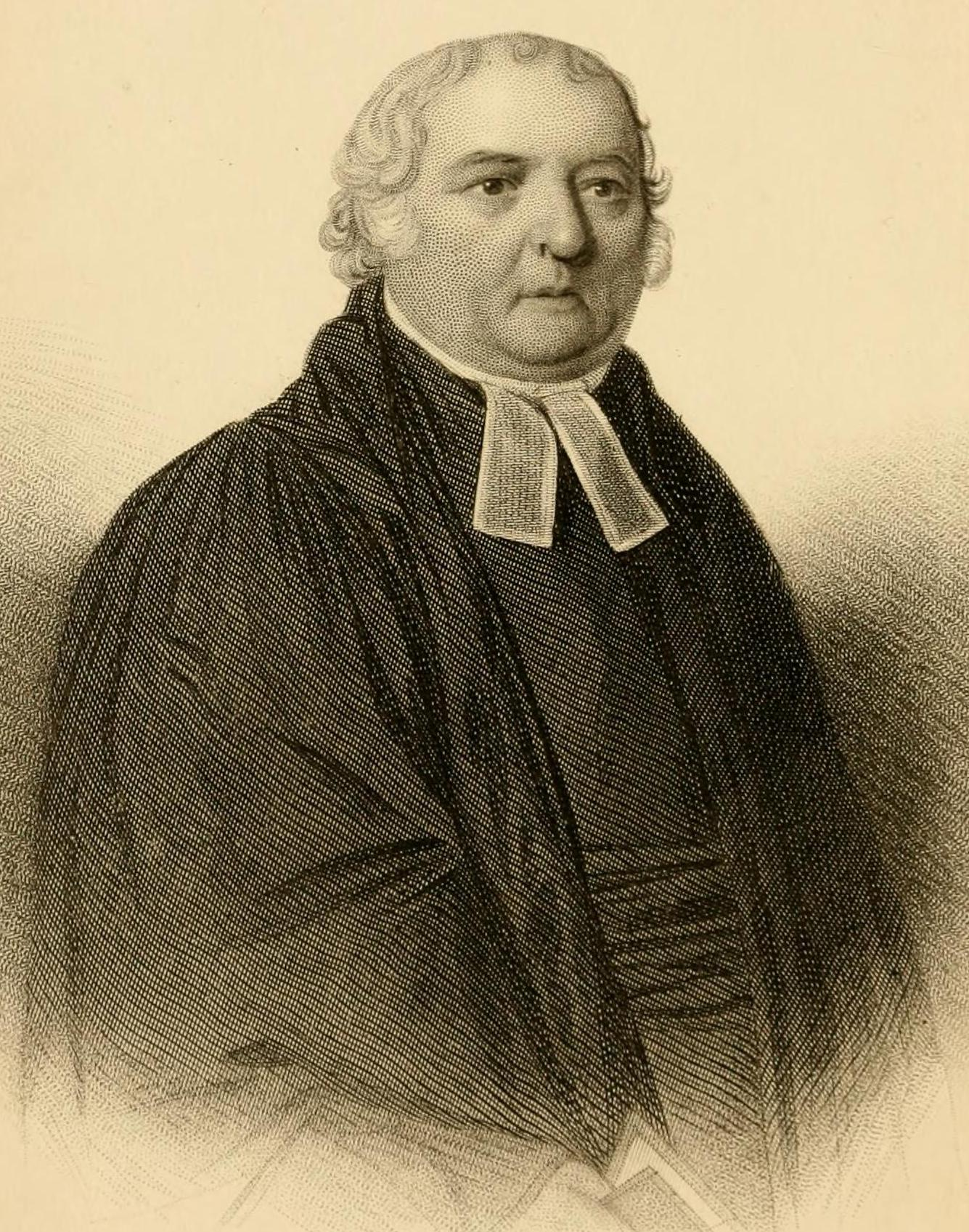
Samuel Marsden

Samuel Marsden (* 25. Juni 1765 in Farsley, Yorkshire, England; † 12. Mai 1838 in Windsor, New South Wales, Australien) war anglikanischer Geistlicher, Viehzüchter in New South Wales, als Missionar der Church Missionary Society (CMS) in New South Wales und Neuseeland tätig und Begründer der ersten christlichen Mission in Neuseeland.

## Leben und Wirken

### England
Samuel Marsden wurde am 25. Juni 1765 in Farsley  in Yorkshire geboren. Sein Vater, Thomas Marsden, war Schmied und betrieb u. a. eine kleine Farm in Farslay. Marsden, der religiös erzogen wurde, besuchte die Dorfschule und erlernte danach das Schmiedehandwerk bei seinem Vater. Während dieser Zeit machte er sich als Laienprediger im Distrikt bekannt. Er kam in Kontakt mit der Elland Society, einer evangelischen Gruppe in der Church of England, die fehlentwickelten Jugendlichen Bildung ermöglichte. Mit 24 Jahren besuchte Marsden die Hull Grammar School in Kingston-on-Hull und kam darüber in Kontakt mit William Wilberforce, Abolitionist und späterem britischen Parlamentarier.
Aufgenommen von der Elland Society begann Marsden mittels finanzieller Unterstützung durch das Magdalene College am 7. Dezember 1790 ein Studium an dem College. Noch vor Abschluss seines Studiums nahm er am 1. Januar 1793 die Berufung durch die Royal Commission an, als zweiter Geistlicher den Reverend Richard Johnson in der britischen Kolonie New South Wales (NSW) zu unterstützen. Am 17. März 1793 wurde Marsden in Bristol zum Diakon berufen, heiratete einen Monat später am 21. April seine Frau Elisabeth, geborene Fristan, ließ sich noch im Mai zum Priester ernennen, um am 1. Juli 1793 mit seiner Frau auf einem Sträflingsschiff in Richtung New South Wales zu segeln. Auf der Reise kam Marsdens Tochter Anne zur Welt. Später ging aus der Ehe noch ein Sohn hervor, Charles Marsden, der nach dem Tod seines Vaters das Anwesen am South Creek in St. Marys (heute: Vorstadt von Sydney) übernahm, und die Töchter Mary und Martha. Im März 1794 erreichten sie Port Jackson, den Hafen von Sydney, und Marsden übernahm das ihm zugewiesene Priesteramt in der Gemeinde von Parramatta. 1796 eröffnete er dort eine Kirche und 1801 ein Waisenhaus.

### New South Wales
1796 wurde Marsden vom Gouverneur von NSW, John Hunter, zum Magistrat, einer Art Laienrichter, berufen. Seiner unerbittlichen Strenge und seinen Disziplinierungsmaßnahmen entsprechend, folgte ihm der Ruf als „Flogging Parson“ (als prügelnder Pastor). Sein Verhalten führte 1818 schließlich zur öffentlichen Tadelung und Suspendierung von seinem Amt durch den Gouverneur Lachlan Macquarie und später zur Disziplinierung durch den Gouverneur Ralph Darling wegen seiner unmäßig harten Behandlung von Sträflingen.
Marsden begann im Jahr 1802 Land zu kaufen und versuchte sich, obwohl er über keinerlei Erfahrung verfügte, in Schafzucht. In drei Jahren hatte er seinen Bestand an Schafen mit über 1000 Stück mehr als verdoppelt und 100 Schweine sowie 44 Kühe rundeten seinen Viehbestand ab. In den Jahren 1803 bis 1805 erstellte er verschiedene Berichte über die Aussichten von Schafzucht und Wollproduktion in der Kolonie und übermittelte diese an den Gouverneur Philip Gidley King und an den Naturforscher Sir Joseph Banks nach London.
Marsden hatte sich mit seiner erfolgreichen Zucht in der Zwischenzeit in NSW und darüber hinaus bereits einen Namen gemacht, und als er 1807 nach England reiste, beeindruckte er König Georg III. mit Kleidungsstücken, die aus seiner mitgebrachten Wolle hergestellt worden waren. Merinoschafe waren der Dank des Königs, um seine Leistungen zu würdigen. Marsden schaffte es mit seinem Schafbestand Jahre später, Qualitätswolle nach England zu liefern, und wurde damit zu einem wichtigen Förderer des Wollhandels zwischen der Kolonie und dem Mutterland.
In den Jahren von 1807 bis 1809 in England war Marsden damit beschäftigt, die Aufmerksamkeit der Kirchenoberen auf den seiner Meinung nach vorhandenen Mangel an einer religiösen Schicht in New South Wales zu lenken. So konnte er die Church Missionary Society überzeugen und zusätzliche Priester für die Kolonie bekommen. Auch bereitete er in England den Boden für ein Missionsprojekt in Neuseeland vor, welches die Church Missionary Society wohlwollend unterstützen wollte. Nach der Frustration in der Missionierung von Sträflingen und der ebenfalls erfolglosen Missionierung von Aborigines versprach sich Marsden mehr Erfolg bei den Māori von Neuseeland, sprach er ihnen seiner Meinung nach: „doch mehr Intelligenz, geistige Kapazitäten und eine natürliche Tendenz zu, moralische und fleißige Verhaltensweisen verinnerlichen zu können und so offen zur Einführung des Evangeliums zu sein“.
Doch sein Plan wurde nach seiner Rückkehr 1809 nach NSW durch die Nachricht von einem Massaker an der Besatzung des Walfangschiffes Boyd in der Bay of Islands durch die Māori durchkreuzt. Es sollte noch bis 1814 dauern, bis sich erneut Unterstützer für ein Missionsprojekt in Neuseeland fanden.

### Neuseeland
Am 14. März sandte Marsden seine in London angeworbenen Missionare Thomas Kendall und Willam Hall nach Neuseeland, um Möglichkeiten und Bedingungen für ein Missionsprojekt auszukundschaften. Beide kamen am 22. August, begleitet von den Māori-Chiefs Hongi Hika, Ruatara, Korokoro und Tui, zurück nach Sydney. Nachdem die Chiefs über Missionierung und Handel mit Marsden einig geworden waren, brach Marsden am 28. November 1814 in Begleitung von Thomas Kendall, Willam Hall, John King und den Māori-Chiefs zu seiner ersten von insgesamt sieben Reisen nach Neuseeland auf und segelte mit der Brigg Active in Richtung Bay of Islands, dem Ort, der durch James Cook und durch Berichte von Walfängern gut dokumentiert war und ihm am geeignetsten erschien. Sie erreichten am 23. Dezember 1814 die Bucht und Marsden zelebrierte bereits einen Tag später seine erste christliche Messe. Am 24. Februar 1815 kaufte er ein Stück Land in Rangihoua und begründete mit der Te Waimate Mission die erste Missionsstation in Neuseeland. Marsden machte Neuseeland von nun an zu seinem wichtigsten Projekt und besuchte die Nordinsel wiederholt in den Jahren 1819, 1820, 1823, 1827 und 1830. Seine siebte Reise im Jahr 1837 sollte seine letzte sein. Er starb ein Jahr später am 12. Mai 1838 in Windsor in New South Wales und wurde auf dem Friedhof der Kirchengemeinde in Parramatta beerdigt.

## Veröffentlichungen
- An answer to certain calumnies in the late Governor Macquarie's pamphlet: and the third edition of Mr. Wentworth's Account of Australasia. J. Hatchard and Son, Piccadilly, London 1826 (englisch, Online [abgerufen am 31. Januar 2011]).
- Robert Howe (Hrsg.): Statement, including a correspondence between the Commissioners of the Court of Enquiry, and the Rev. Samuel Marsden, relative to a charge of illegal punishment preferred against Doctor Douglass. London 1828 (englisch, Statement im Juli 1825 in Parramatta auf Anforderung von Lord Bathurst im Zusammenhang mit dem Bill of Indemnity abgegeben.).
- Coulls Somerville Wilkie Ltd und A.H. Reed für den Otago University Council (Hrsg.): The letters and journals of Samuel Marsden, 1765–1838, senior chaplain in the colony of New South Wales and Superintendent of the Mission of the Church Missionary Society in New Zealand / edited by John Rawson Elder. Dunedin 1932 (englisch, Online [abgerufen am 28. Januar 2011]).